# Antonio Carlos Ortega
Antonio Carlos Ortega Pérez (Málaga, 14 de julho de 1971) é um ex-handebolista profissional espanhol, medalhista olímpico.